# Neopterigieni
Neopterigienii sau neopterigii, peștii superiori (Neopterygii) (din greaca neo = nou + pteryx = aripioară, înotătoare) sunt un grup de pești osoși, care are 2 infraclase: holosteenii și teleosteenii, cu aproximativ 27 000 de specii. Au apărut pentru prima dată în permianul superior. S-au extins inițial în triasic și jurasic și apoi s-au extins mai pe larg în cretacicul superior.

## Particularități anatomice
- Scheletul este de obicei osos.
- Înotătoarea caudală este de obicei homocercă.
- Numărul radiilor din înotătoarea dorsală și înotătoarea anală sunt egale cu numărul pterigoforelor (= piese scheletice articulate pe care se inserează, la pești, radiile înotătoarelor impare).
- Operculul prezintă și un interopercular.
- Clavicula din centura scapulară este absentă sau redusă la o placă mică lateral de cleitru.
- Solzii sunt cicloizi, ctenoizi, foarte rar ganoizi sau absenți. Solzii sunt lipsiți de cosmină.
- Maxilarul și preopercularul nu sunt în contact cu palatopătratul.
- Maxilarul mobil.
- Pătratojugalul formează un sprijin pentru osul pătrat.
- Simplecticul este prezent.